# Patti LaBelle
Patricia Louise Holte (Philadelphia (Pennsylvania), 24 mei 1944) is een Amerikaans soulzangeres. Ze is bekend geworden als frontzangeres van de Amerikaanse popgroep Labelle, maar scoorde ook solo enkele hits onder de naam Patti La Belle en Patti LaBelle.

## Loopbaan
Als kind droomde Holte al van het oprichten van een meisjesgroep en in 1961 richtte ze met Cindy Birdsong de groep The Ordettes op. Later kwamen daar Nona Hendryx en Sarah Dash bij. De naam van de groep veranderde in Patti LaBelle and the Bluebells. Een grote hit van de groep toen was Decatur Street. Het kwartet werd een trio in 1967 toen Cindy Birdsong de groep verliet om bij The Supremes te gaan zingen, waar ze Florence Ballard verving. In 1970 werd de groepsnaam Labelle en veranderde hun stijl in een mengeling van soul, disco en funk, compleet met extravagante kleding in de trant van de glamrock. Hun grootste en bekendste hit uit deze periode was Lady Marmalade (Voulez-vous coucher avec moi?), dat zowel in de Amerikaanse Billboard Hot 100 als in de Nederlandse Top 40 de eerste plaats bereikte. In 1976 gingen de groepsleden uit elkaar en begonnen aan een solocarrière.

### Solocarrière
In 1977 tekende Patti LaBelle een contract bij platenmaatschappij Epic Records, waar ze tot en met 1980 vier studioalbums uitbracht. Ze behaalde verschillende noteringen in de Amerikaanse R&B-hitlijst, onder meer met You are my friend, dat afkomstig was van haar eerste soloalbum uit 1977. In 1980 scoorde ze met Release (The Tension) een top 10-hit in Nederland en Vlaanderen.
In 1983 verscheen haar album I'm in Love Again, dat in de Verenigde Staten hits opleverde als If Only You Knew en Love, Need and Want You. In datzelfde jaar nam ze samen met Bobby Womack drie duetten op voor diens album The Poet II. Na enkele jaren gezocht te hebben naar een muzikale identiteit, was Patti LaBelle in 1985 opnieuw succesvol met New Attitude, dat ze opnam voor de soundtrack van de film Beverly Hills Cop. Ze zong het nummer onder meer tijdens Live Aid, waar ze verder ook nog Imagine van John Lennon en Forever Young van Bob Dylan ten gehore bracht.
In 1986 scoorde ze de grootste hit uit haar solocarrière met On My Own, een duet met Michael McDonald. Het nummer stond drie weken op de eerste plaats in de Verenigde Staten en één week bovenaan de Nederlandse Nationale Hitparade. In de Nederlandse Top 40 bleef de single steken op de tweede plaats, in Vlaanderen op de derde. In navolging van dit succes bereikte Patti Labelles achtste studioalbum Winner In You in de zomer van 1986 de hoogste positie van de Amerikaanse Billboard 200. Het werd haar bestverkochte soloalbum en onderscheiden met de platina status. Na On My Own werd ook de opvolgende single Oh, People nog een (bescheiden) hit.
Hoewel verdere hits uitbleven, wordt Patti LaBelle in haar thuisland beschouwd als een grote ster. Verschillende van haar albums, waaronder Burnin' (1991), Gems (1994) en Timeless Journey (2004), werden er bekroond met goud en Flame (1997) met platina. Ze werd door de jaren heen meermaals genomineerd voor een Grammy Award en won er twee (in 1992 in de categorie "Best Female R&B Vocal Performance" en in 1999 in de categorie "Best Traditional R&B Performance"). Ook werd ze tweemaal (in 1987 en 1992) verkozen tot Entertainer of the Year bij de NAACP Image Awards, een belangrijke prijs voor Afro-Amerikaanse entertainers. Dit dankte zij aan haar energieke liveoptredens, waarmee ze in de Verenigde Staten een grote reputatie geniet. In 1993 werd ze geëerd met een ster op de Hollywood Walk of Fame.
Patti Labelle werd een veelgevraagde gast om te zingen op tributes. Dit deed zij bijvoorbeeld voor Diana Ross, Frank Sinatra, Whitney Houston, Michael Jackson, Aretha Franklin, Destiny's Child en Luther Vandross. Deze optredens werden in brede kring gewaardeerd en vormden de basis van vele andere uitnodigingen en een eigen tv-show. Ze gaf tevens live-tv-optredens bij fan en vriendin Oprah Winfrey, Jay Leno, Martha Stewart, de Rosie O'Donnell Show en de Arsenio Hall Show.

## Discografie
Zie ook de discografie van Labelle.

### Studioalbums
- Patti LaBelle (1977)
- Tasty (1978)
- It's Alright with Me (1979)
- Released (1980)
- The Spirit's in It (1981)
- I'm in Love Again (1983)
- Patti (1985)
- Winner In You (1986)
- Be Yourself (1989)
- This Christmas (1990)
- Burnin' (1991)
- Gems (1994)
- Flame (1997)
- When a Woman Loves (2000)
- Timeless Journey (2004)
- Classic Moments (2005)
- The Gospel According to Patti LaBelle (2006)
- Miss Patti's Christmas (2007)
- Bel Hommage (2017)
- Home for the Holidays with Friends (2017)

### Livealbums
- Live! (1992)
- Live! One Night Only (1998)
- Live in Washington D.C. (2008)

### Verzamelalbums (selectie)
- Best of Patti LaBelle (1982)
- La Belle (1993)
- Greatest Hits (1996)
- You Are My Friend: The Ballads (1997)
- Nightbird (1998)
- Miss Soul (1998)
- The Best of Patti LaBelle (1999)
- Love Songs (2001)
- The Essential Collection (2003)
- Anthology (2004)
- Gold (2005)
- The Definitive Collection (2006)
- The Essential Patti LaBelle (2009)
- Icon (2014)

## Hitnoteringen

### Albums
| Album met eventuele hitnotering(en) in de Nederlandse Album Top 100 | Datum van verschijnen | Datum van binnenkomst | Hoogste positie | Aantal weken | Opmerkingen |
| ------------------------------------------------------------------- | --------------------- | --------------------- | --------------- | ------------ | ----------- |
| Winner In You                                                       | 1986                  | 24-05-1986            | 28              | 19           |             |

### Singles
| Single met eventuele hitnotering(en) in de Nederlandse Top 40 | Datum van verschijnen | Datum van binnenkomst | Hoogste positie | Aantal weken | Opmerkingen                                            |
| ------------------------------------------------------------- | --------------------- | --------------------- | --------------- | ------------ | ------------------------------------------------------ |
| Release (The Tension)                                         | 1980                  | 18-10-1980            | 6               | 10           | Nr. 12 in de Nationale Hitparade                       |
| On My Own                                                     | 1986                  | 31-05-1986            | 2               | 12           | met Michael McDonald / Nr. 1 in de Nationale Hitparade |
| Oh, People                                                    | 1986                  | 23-08-1986            | 24              | 5            | Nr. 31 in de Nationale Hitparade                       |
| Something Special (Is Gonna Happen Tonight)                   | 1986                  | 15-11-1986            | tip: 14         | -            |                                                        |
| Yo Mister                                                     | 1989                  | 04-11-1989            | tip: 7          | -            | Nr. 43 in de Nationale Hitparade                       |

| Single met hitnotering(en) in de Vlaamse Ultratop 50 | Datum van verschijnen | Datum van binnenkomst | Hoogste positie | Aantal weken | Opmerkingen          |
| ---------------------------------------------------- | --------------------- | --------------------- | --------------- | ------------ | -------------------- |
| Release (The Tension)                                | 1980                  | 08-11-1980            | 6               | 10           |                      |
| On My Own                                            | 1986                  | 31-05-1986            | 3               | 14           | met Michael McDonald |
| Oh, People                                           | 1986                  | 23-08-1986            | 24              | 3            |                      |

### NPO Radio 2 Top 2000
| Nummer met noteringen in de NPO Radio 2 Top 2000 | '99  | '00  |
| ------------------------------------------------ | ---- | ---- |
| On My Own (met Michael McDonald)                 | 1712 | 1453 |

1. ↑  Een vetgedrukt getal geeft de hoogste notering aan.
2. ↑  Deze tabel is bijgewerkt tot en met de laatste editie (2024).